# Pinahuista
Pinahuista är en ort i Mexiko.   Den ligger i kommunen Cuetzalan del Progreso och delstaten Puebla, i den sydöstra delen av landet, 180 km öster om huvudstaden Mexico City. Pinahuista ligger 487 meter över havet och antalet invånare är 465.
Terrängen runt Pinahuista är lite bergig, och sluttar norrut. Runt Pinahuista är det tätbefolkat, med 383 invånare per kvadratkilometer. Närmaste större samhälle är Olintla, 17,4 km väster om Pinahuista. I omgivningarna runt Pinahuista växer huvudsakligen savannskog.